# Tiberiu Vinca
Tiberiu Vinca, ortografiat uneori greșit Vinga, (n. 23 mai 1916, Hunedoara, Hunedoara, România – d. 13 martie 1944, Frontul de Est, URSS) a fost un pilot român de aviație, as al Aviației Române din cel de-al Doilea Război Mondial.
Adjutantul stagiar av. Tiberiu Vinca a fost decorat cu Ordinul Virtutea Aeronautică de război cu spade, clasa Crucea de Aur cu 2 barete (4 noiembrie 1941) „pentru eroismul dovedit în luptele aeriene dela Jeremiejevca, Voljanovka și Grigoriopol, doborând trei avioane inamice. Pentru curajul arătat în cele 57 misiuni pe front.”, clasa Cavaler (28 noiembrie 1941) „pentru eroismul dovedit în luptele aeriene dela Volianovka, Jeremiejevka, Grigoriopol, Usatove și Dalnik, doborând cinci avioane inamice. Pentru curajul arătat în cele 84 misiuni pe front” și clasa Comandor (16 februarie 1944) „pentru curajul și vitejia dovedită în luptele aeriene cu vânătoarea inamică. A executat 107 misiuni de vânătoare, doborând 5 avioane inamice”.

## Decorații
- Ordinul „Virtutea Aeronautică” de Război cu spade, clasa Crucea de Aur cu 2 barete (4 noiembrie 1941)[5]
- Ordinul „Virtutea Aeronautică” de Război cu spade, clasa Cavaler (28 noiembrie 1941)[4]
- Ordinul „Virtutea Aeronautică” cu spade, clasa Comandor (16 februarie 1944)[6]